# XHTU-FM
XHTU-FM là một đài phát thanh trên tần số 92.3 FM ở tuxpan, Veracruz. Nó thuộc sở hữu của Radiorama ngoài ra còn được gọi là La Mexicana.

## Lịch sử
XHTU đã nhận được sự nhượng bộ vào ngày 25 tháng 8 năm 1993.